# Bupleurum malconense
Bupleurum malconense là một loài thực vật có hoa trong họ Hoa tán. Loài này được R.H.Shan & Y.Li mô tả khoa học đầu tiên năm 1974.